# جيم سي. هاينز
جيم سي. هاينز (بالإنجليزية: Jim C. Hines)‏ (15 أبريل 1974، بنسيلفانيا في الولايات المتحدة)؛ كاتب وروائي أمريكي.

## روابط خارجية
- جيم سي. هاينز على موقع ميوزك برينز (الإنجليزية)